# 肯·安納金
肯尼思·庫柏·「肯」·安納金，OBE（Kenneth Cooper "Ken" Annakin，1914年8月10日—2009年4月22日），是一位英國出身的知名電影導演。

## 生平
早年就讀比佛利山莊語言學校。以拍攝紀錄片起家，生平執導電影60餘部，拍攝類型廣泛，包括喜劇片、史詩片和戰爭片等。曾參與拍攝許多迪士尼當代真人版電影。
2002年3月，獲英國女王頒授OBE勳章，以紀念他對電影界的貢獻，同時也得到赫爾大學文學系榮譽博士學位。
2009年4月22日逝於比佛利山莊的家中。

## 軼事
星際大戰的安納金·天行者名字一說，有人認為是喬治·盧卡斯為了向肯致敬，用他的名字為角色命名，這一說法已被喬治本人否認。

## 主要電影作品
- 寶劍與玫瑰（The Sword and the Rose）(1953年)
- 絕嶺驕陽（Third Man on the Mountain）(1959年)
- 海角一樂園（The Swiss Family Robinson）(1960年)
- 最長的一日（The Longest Day）(1962年)、（主演：亨利·方達、約翰·韋恩、勞勃·米契）
- 飛行世紀（Those Magnificent Men in their Flying Machines）(1965年)
- 坦克大決戰（Battle of the Bulge）(1965年)、（主演：亨利·方達、勞勃·蕭、勞勃·雷恩）
- 最長的決戰（The Long Duel）(1967年)、（主演：尤·伯連納、屈佛·霍華（英语：Trevor Howard））
- 疾速龍虎鬥（Monte Carlo or Bust!）(1969年)
- 野性的呼喚（The Call of the Wild）(1972年)
- 紙老虎（Paper Tiger ）(1975年)、（主演：大衛·尼文、三船敏郎）
- 烽火血淚美人恩（The Fifth Musketeer）(1979年)、（主演：乌尔苏拉·安德烈斯）
- 長襪比比歷險記（The New Adventures of Pippi Longstocking）(1988年)

## 外部連結
- Ken Annakin在互联网电影资料库（IMDb）上的資料（英文）